# Hadrian VI
Hadrian VI (łac. Hadrianus VI, właśc. Adriaan Florenszoon Boeyens; ur. 2 marca 1459 w Utrechcie, zm. 14 września 1523 w Rzymie) – papież w okresie od 9 stycznia 1522 do 14 września 1523; humanista renesansowy, filozof i teolog. Był jedynym Holendrem, który został papieżem, i do czasów Jana Pawła II ostatnim papieżem nie-Włochem.

## Życiorys

### Dzieciństwo i młodość
Urodził się 2 marca 1459 w ubogiej rodzinie. Gdy był jeszcze dzieckiem, zmarł jego ojciec, Florens Boeyens, który był stolarzem i pracował przy budowie okrętów. Matka, Geertruid zadbała jednak o dalszą edukację syna – Adriaan uczył się w Utrechcie i w Zwolle, zapoznał się też z ruchem devotio moderna. Studiował na Uniwersytecie w Lowanium (Leuven), który ukończył w 1476. W 1478 uzyskał tytuł magistra teologii, w 1491 tytuł doktora teologii; rok wcześniej przyjął święcenia kapłańskie.

### Okres pracy na Uniwersytecie Lowańskim
Posiadając odpowiednie przygotowanie, został profesorem filozofii i teologii na Uniwersytecie w Lowanium. Na uniwersytecie pełnił funkcje rektora w latach 1493/94 i 1502/03, dziekana wydziału teologicznego kilka razy, np. w 1493, oraz od 1497 roku kanclerza i dziekana lowańskiego kościoła św. Piotra.
Otrzymał także wiele beneficjów i pełnił różne ważne funkcje kościelne. Był kanonikiem kościoła św. Piotra w Lowanium, kapelanem béguinage w Lowanium i w parafii Goedereede (od 1492) oraz wikariuszem kościoła św. Piotra w Utrechcie. Otrzymywał też wiele prebend, m.in. z kapituły kościoła św. Piotra w Utrechcie oraz tamtejszego kościoła Najświętszej Maryi Panny. Beneficja te przynosiły mu duże dochody, ale też dostarczały wielu obowiązków duszpasterskich. W 1502 ufundował w Lowanium kolegium dla ubogich studentów. Kolegium to znane było później jako Kolegium Papieskie (nid. Pauscollege), kierował nim Godschalk Rosemondt.
Najważniejsze dzieła przyszłego papieża powstały właśnie w okresie lowańskim. Należą do nich Quaestines quodlibeticae, powstałe w latach 1488-1507, jako refleksja lowańskich dysput filozoficznych, oraz Quaestiones in quartum sententiarum librum, oparte na własnych wykładach Hadriana na podstawie Sentencji Piotra Lombarda. Quaestines quodlibeticae wydane zostały dzięki staraniom studentów Hadriana, wśród których cieszył się on sympatią i poważaniem. Hadrian był wyróżniającym się nauczycielem, potrafił wzbudzać zainteresowanie dla przedstawienia problemów filozoficznych i teologicznych w tradycyjny sposób scholastyczny. Do jego studentów należało wiele wybitnych jednostek, m.in. prawnik i humanista Gabriël van der Muyden (Mudaeus); teolog, matematyk i astronom Albert Pigghe (Pighius); teolog Johannes Driedo; teolog Gerard Morinck (Moringus) – autor żywota Hadriana VI; teolog Ruard Tapper.

### Dostojnik kościelny i państwowy
W 1507 został opiekunem księcia (przyszłego cesarza) Karola Habsburga. Od 1515 roku przebywał w Hiszpanii, aby zapewnić następstwo hiszpańskiego tronu swemu podopiecznemu. W 1516 r. został regentem królestwa Hiszpanii, wspólnie z kardynałem Francisco Jiménez de Cisneros. 18 sierpnia 1516 wybrany biskupem Tortosy; konsekrowany przez biskupa Segowii Diego de Ribera. W tym samym roku został też inkwizytorem generalnym Aragonii, a dwa lata później – także Kastylii. Z powodu niezdecydowanej postawy podczas rewolty comuneros w Kastylii, Karol V odwołał go z funkcji regenta Hiszpanii. Papież Leon X kreował go w lipcu 1517 kardynałem prezbiterem Ss. Ioannis et Pauli.

### Wybór na papieża
Podczas konklawe po śmierci Leona X Kolegium Kardynałów było głęboko podzielone między kilku kandydatów. Jednym z nich był angielski lord, kardynał Thomas Wolsey. Mimo że Hadrian był nieobecny z powodu sprawowania władzy w Hiszpanii, został wybrany na papieża.

### Pontyfikat
Do Rzymu przybył z Tortosy dopiero 29 sierpnia 1522 i został koronowany 2 dni później. Jako obcokrajowiec nie cieszył się sympatią Rzymian. Na samym początku pontyfikatu, postanowił przeprowadzić reformę centralnej administracji i wprowadzić drastyczne oszczędności w Stolicy Apostolskiej, co spotkało się z ostrym protestem w Kurii. Jednak wszelkie próby reform były deprecjonowane przez kardynałów, niechętnych Hadrianowi. Kolejnym krokiem nowego papieża, była próba zjednoczenia chrześcijan w Europie przeciwko Turkom i ich władcy Sulejmanowi Wspaniałemu, pod którego wodzą zdobyto Belgrad w 1521. Próba ta jednak zakończyła się niepowodzeniem z powodu dyplomatycznego faux pas, jakie popełnił papież. Chcąc zachować neutralność, nie przyłączył się do Ligi Karola V, skierowanej przeciw królowi Francji, Franciszkowi I. Gdy 21 grudnia 1522 Turcy podbili Rodos, Hadrian wymusił 3-letni rozejm, lecz po aresztowaniu kardynała Francesco Soderiniego, spiskującego z Francją, antyturecki sojusz został zerwany.
W grudniu 1522, na sejmie Rzeszy w Norymberdze wykonał pierwszy krok ku kontrreformacji – uznał winę Kościoła katolickiego za rozłam religijny. Dążył do stłumienia ruchu protestanckiego poprzez reformę Kościoła. W imieniu Hadriana, wyznanie win wygłosił legat papieski Francesco Chieregati. Papież zażądał jednak, by Luter został ukarany za herezję, a edykt wormacki został wprowadzony w życie.
Zwalczał też humanistów, których uważał za potencjalnych heretyków. Reformy Hadriana VI spotkały się z ogólnym protestem; gdy umarł, umieszczono na drzwiach jego lekarza szyderczy napis: "Oswobodzicielowi Miasta".

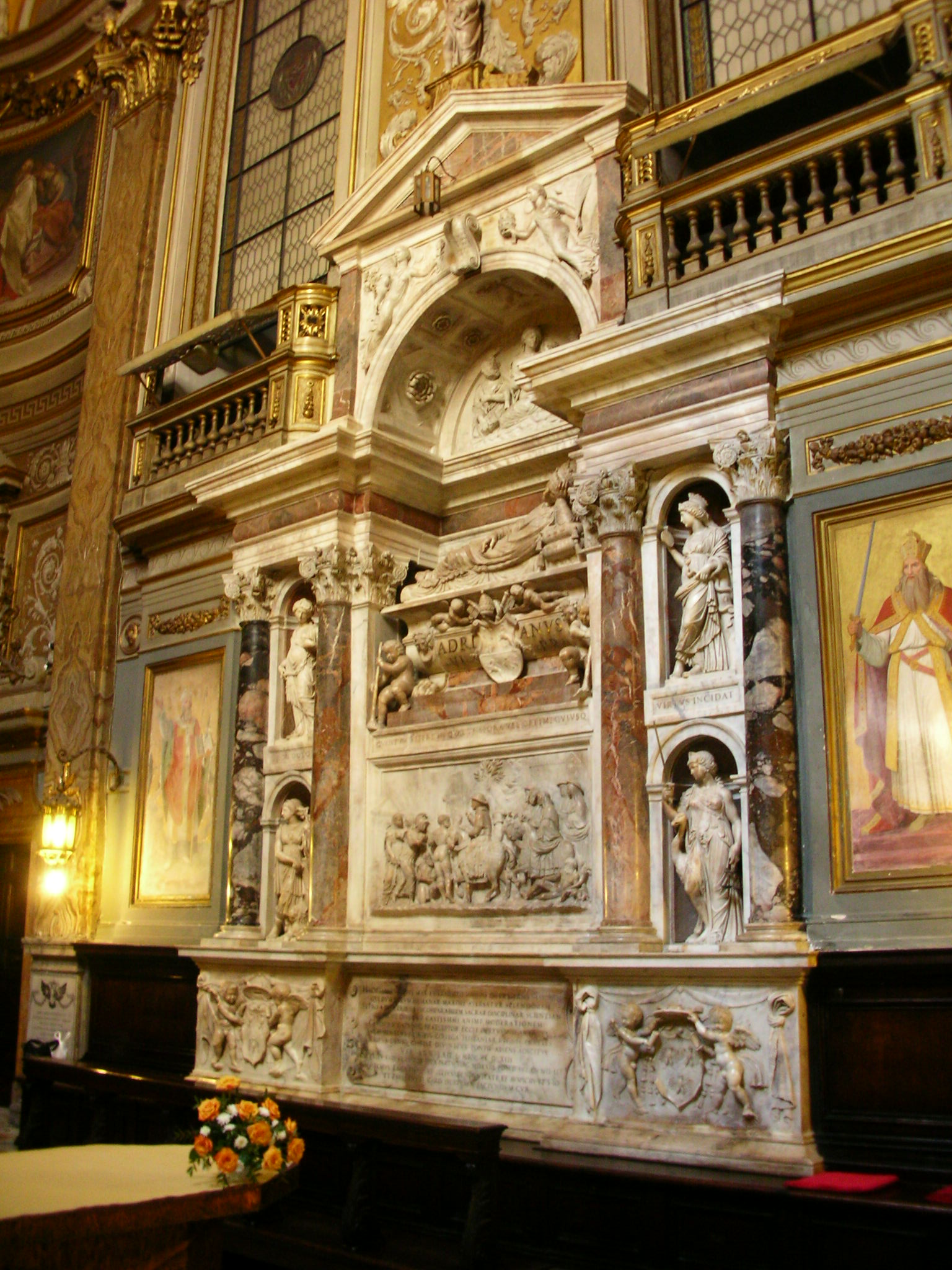
Grób Hadriana VI w Santa Maria dell'Anima

Podczas swojego pontyfikatu mianował tylko jednego kardynała – Willema van Enckenvoirta. Zmęczony nieudanymi inicjatywami i upałami panującymi w Rzymie, Hadrian zmarł 14 września 1523.

## Moralność
Kardynał Hadrian był przeciwieństwem stereotypu renesansowego kardynała. Był uważany za uczciwego i bogobojnego. Według historyka Warrena H. Carrolla, z powodu swojej pokory odmówił przybrania nowego, papieskiego imienia.